# Râul Irkut
Râul Irkut (în rusă Иркут) este un afluent al lui Angara, situat în Siberia, Rusia și are o lungime de 488 km. Răul are izvorul în sud-vestul Buriatiei, Asia de Est. De la izvor el urmează versantul de nord al muntelui Munku Sardîk (3.492 m) care face parte din lanțul de est a munților Saian. Văile traversate de râu sunt regiuni cu o populație rară, râul curge spre nord-est, traversează regiunea Irkutsk, și se varsă în Angara la Irkutsk, cu 10 km înainte de vărsarea acestuia în lacul de acumulare Irkutsk. Râul Irkutsk are un bazin de alimentare cu o suprafață de 15.780 km², râul este înghețat de la sfârșitul lui octombrie până la sfârșitul lui aprilie. Debitul lui Irkutsk diferă după sezon, astfel debitul râului în ianuarie este 11,5 m³/s în iunie 296 m³/s.
1. ↑  Geographic Names Server, 11 iunie 2018